# Königshausen & Neumann
Königshausen & Neumann est une maison d'édition allemande.

## Histoire
La maison d'édition est fondée en 1979 par Johannes Königshausen et Thomas Neumann et dirigée depuis 1991 sous la forme juridique d'une GmbH.
L’un des domaines d’activité de la maison d’édition est la production et la distribution de livres dans les domaines des sciences humaines et de la culture. Les sujets abordés comprennent la philosophie, les études littéraires, l'anglistique, les études germaniques, le folklore, la musicologie, la médecine, la psychologie et l'éducation. L'éditeur a sa propre imprimerie et publie environ 240 titres par an, y compris des livres audio. Jusqu'à présent, plus de 6 000 titres ont été publiés.
Outre les ouvrages factuels et spécialisés, un secteur important est la littérature sur Richard Wagner, par exemple le Wagnerspectrum, paraît tous les six mois. En outre, l'éditeur publie diverses revues telles que la revue anthropologique annuelle Alltag - Kultur - Wissenschaft. Beiträge zur Europäischen Ethnologie. Parmi les autres sujets abordés figurent la littérature sur Spinoza (Studia Spinozana, 1988-1999), l'annuaire Schopenhauer, la série Literatur in Wissenschaft und Unterricht et d'autres séries scientifiques.
La maison d'édition est membre de l'Association allemande du commerce du livre (de).